# John Francis Dawes Steedman
John Francis Dawes Steedman, britanski general, * 1897, † 1983.